# Pic de la Dona
El Pic de la Dona és una muntanya de 2.702 metres que es troba entre el terme municipal de Setcases, a la comarca catalana del Ripollès, i el terme comunal de Mentet, a la del Conflent, el segon de la Catalunya del Nord.
És a l'extrem sud-oest del terme de Mentet, i al nord-est del de Setcases. És el punt més alt de la serra de la Coma de la Dona i al sud-oest de la Coma de la Dona. És a prop també del termenal amb Fontpedrosa.
Una de les possibles rutes parteix des de Vallter 2000, a través del coll del Mentet.

## Cartografia
- Mapa Ulldeter, ed. Alpina.